# Gerhard Henschel
Pour les articles homonymes, voir Henschel (homonymie).
Gerhard Henschel, né le 28 avril 1962 à Hanovre (Allemagne), est un écrivain et traducteur allemand.